# Omaha (Arkansas)
Omaha es un pueblo ubicado en el condado de Boone en el estado estadounidense de Arkansas. En el Censo de 2010 tenía una población de 169 habitantes y una densidad poblacional de 169,93 personas por km². Se encuentra al norte del estado, junto a la frontera con Misuri.

## Geografía
Omaha se encuentra ubicado en las coordenadas 36°27′42″N 93°11′24″O / 36.46167, -93.19000. Según la Oficina del Censo de los Estados Unidos, Omaha tiene una superficie total de 0.99 km², de la cual 0.99 km² corresponden a tierra firme y (0.26%) 0 km² es agua.

## Demografía
Según el censo de 2010, había 169 personas residiendo en Omaha. La densidad de población era de 169,93 hab./km². De los 169 habitantes, Omaha estaba compuesto por el 92.31% blancos, el 0% eran afroamericanos, el 0.59% eran amerindios, el 0% eran asiáticos, el 0.59% eran isleños del Pacífico, el 1.18% eran de otras razas y el 5.33% pertenecían a dos o más razas. Del total de la población el 1.78% eran hispanos o latinos de cualquier raza.